# محمد بومزراق
محمد بلقاسم بومزراق بن الونوغي بومزراق المقراني بن بومزراق المقراني هو لاعب كرة قدم ومدرب جزائري ولد 13 يونيو 1921 وتوفي في عام 1969. شغل كمركز لاعب وسط في نادي بوردو خلال الحرب. انتهت مسيرته كمدرب الاتحاد رياضي للومان (بالفرنسية: Union sportive du Mans)‏ بين عامي 1943 و1945. ولكنه معروف أكثر بكونه مؤسس المنتخب الجزائري لكرة القدم في المنفى بتونس في عام 1958، أثناء النضال من أجل استقلال الجزائر من الاحتلال الفرنسي. كان بومزراق صاحب فكرة هذا الفريق، الذي سمي فريق جبهة التحرير الوطني لكرة القدم خلال المهرجان العالمي للشباب والطلاب في موسكو في عام 1957، ثم بدأ في انشائه بمساعدة من مختار عريبي ولاعبين جزائرين آخرين في ينشطون في البطولة الفرنسية.

## المشوار الرياضي
- 1929-1930 : نادي البليدة -  الجزائر
- 1930-1931 : GS Alger -  الجزائر
- 1931-1936 : AS Orléansville -  الجزائر
- 1936-1939 : نادي فالينسيان -  فرنسا
- 1939-1940 : نادي النجم الأحمر سانت أوين -  فرنسا
- 1940-1941 : نادي بوردو -  فرنسا
- 1941-1945 : الاتحاد رياضي للومان -  فرنسا